# Гумбейка
Гумбейка (на руски: Гумбейка) е река в Челябинска област на Русия, ляв приток на Урал. Дължина 202 km. Площ на водосборния басейн 4490 km².
Река Гумбейка води началото на 517 m н.в., на 8 km източно от село Урлядински, в западната част на Челябинска област. Тече предимно в южна и югозападна посока през степите на Зауралската равнина, като силно меандрира и долината ѝ е осеяна със стотици старици (изоставено речно корито). Ширината на коритото ѝ в горното течение е 15 – 25 m, а в долното 40 – 55 m. Скорост на течението 0,2 – 0,3 m/s. Влива се отляво в река Урал, при нейния 2116 km, на 323 m н.в., при село Аблязово, в югозападната част на Челябинска област. Основните ѝ притоци са леви: Темиркуна (62 km) и Бахта (51 km). По течението ѝ са разположени множество, предимно малки населени места, в т.ч. районният център село Фершампенуаз.